# Listă de scriitori refugiați
Victor Hugo
- Refugiat politic în timpul lui Napoleon al III-lea.
- 1851-1852 - După lovitura de stat de la 2 decembrie 1851, Victor Hugo a încercat, fără succes, organizarea unei revolte. Amenințat cu arestarea, a trecut în Belgia cu pașaport fals, stabilindu-se la Bruxelles.[1] La 9 ianuarie 1852, un decret emis în numele noului guvern a introdus prevederea expulzării pentru orice opozant al guvernului. La Bruxelles, Victor Hugo a scris "Istoria unei crime", versiune personală a evenimentelor dintre anii 1848-1851 și pamfletul „Napoleon cel Mic”. Promulgarea de către guvernul belgian a unei legi ce a introdus pedepsirea ultrajului împotriva șefilor de stat străini l-au determinat pe Victor Hugo să părăsească Belgia.[1]
- 1852-1855 - A fost perioada exilului în insula anglo-normandă Jersey. Din august 1852 s-a stabilit la Marine-Terace, capitala insulei. Aici a scris "Pedepsele". Cartea a circulat clandestin în Franța.[2]
- 1855-1860 - Autoritățile locale l-au obligat să părăsească insula. În octombrie 1855 s-a stabilit pe insula Guernesay. În 1859, Napoleon al III-lea a dat o amnistie, dar Victor Hugo nu a vrut să uzeze de prevederile ei. A devenit un exilat voluntar. Aici a scris "Contemplațiile" (1856), "Legenda secolelor" (1859), "Mizerabiliii"(1862).[3]
- 1870 - În data de 4 septembrie, după înfrângerea de la Sedan, imperiul lui Napoleon al III-lea s-a prăbușit. A doua zi după proclamarea Republicii, Victor Hugo a sosit la Paris. A fost primit ca un erou național, el însuși declarând „Într-o oră, îmi răsplătiți douăzeci de ani de exil!”.[3]

Bertolt Brecht
- 1933, 28 ianuarie - Reprezentația cu piesa Măsura la Erfurt a fost întreruptă de poliție. Bertolt Brecht a fost urmărit pentru trădare.
- 1933, 28 februarie - A doua zi după incedierea Reichstagului, Bertolt Brecht a părăsit Germania împreună cu familia sa și câțiva prieteni. Peregrinări prin Praga, Viena, Zürich.
- 1933, 10 mai - Naziștii au ars cărțile lui Bertolt Brecht.
- 1933, iunie - S-a stabilit la o fermă din Swedenborg (Danemarca)
- 1934 - A colaborat cu ziare ale emigranților.
- 1935, 8 iunie - I s-a retras cetățenia germană.
- 1939, 12 mai - A participat la Congresul emigranților de la Londra.
- 1940 - Bertolt Brecht s-a refugiat în Finlanda și a fost oaspetele scriitoarei Hella Wuolijoki.
- 1941, mai-iunie - Bertolt Brecht și famila sa au trecut prin Uniunea Sovietică și au ajuns în California. A cumpărat o vilă în apropiere de Hollywood.[4]
- 1947, octombrie - A fost interogat la Washington de către “Comisia senatorială pentru cercetarea activităților antiamericane”.[5]
- 1947, noiembrie - A părăsit Statele Unite și a ajuns în Elveția.
- 1948 - S-a stabilit în apropiere de Zürich. Autoritățile de ocupație americano-anglo-franceze au refuzat să-i acorde o viză de tranzit pentru zona sovietică din Germania. A obținut, datorită intervenției lui Egon Erwin Kisch, un pașaport ceh și a ajuns în Berlinul de Răsărit trecând prin Praga.[5]
- 1949, septembrie - A întemeiat împreună cu soția sa Helene Weigel trupa de teatru Berliner Ensemble (Ansamblul Berlinez), o trupă de teatru revoluționar, în care a montat propriile piese conform teoriei sale a teatrului epic.[6]
- 1956, 4 iulie - A adresat o scrisoare Bundestagului de la Bonn în care a luat atitudine împotria politicii de reînarmare a Germaniei Occidentale: „Când eram tânăr exista în Germania un serviciu militar obligatoriu și un război a fost pierdut. Serviciul militar a fost desființat. Dar ca adult am asistat la restabilirea lui și un al doiea război mai mare decât primul, a început. Germania l-a pierdut din nou, de astă dată într-un chip și mai complet, iar serviciul militar a fost din nou desființat. Cei care îl introduseseră au fost spînzurați de către o curte de justiție internațională în măsura în care s-a putut pune mâna pe ei. Astăzi, în pragul bătrâneții, aud spunându-se că serviciul militar obligatoriu trebuie să fie introdus pentru a treia oară. Împtriva cui este preăzut al treilea război? Împotriva francezilor? Împotriva polonezilor? Împotriva englezilor? Împotriva rușilor? Sau împotriva germanilor? Noi trăim în epoca atomică și douăsprezece divizii nu pot câștiga un război; ele pot totuși să-l înceapă. Și cum se vor limita ei la douăsprezece în cazul serviciului militar obligatoriu? Vreți să faceți într-adevăr primul pas spre război? Atunci, noi vom face, cu toți împreună, un ultim pas cel care duce spre nimicire.”[7]

Thomas Mann
- După venirea la putere a lui Adolf Hitler în 1933, regimul nazist a început o campanie sistematică de persecutare a intelectualilor, artiștilor, evreilor și opozanților politici. Thomas Mann era o figură proeminentă a culturii germane și un apărător al valorilor democratice și umaniste, opunându-se din ce în ce mai vocal ideologiei naziste. Soția sa, Katia Mann, era de origine evreiască (din familia Pringsheim), ceea ce îi punea întreaga familie în pericol. Deși inițial a ezitat să se pronunțe public, începând cu 1936 a devenit deschis opozant al regimului nazist. A publicat o serie de texte și conferințe anti-naziste, ceea ce a dus la revocarea cetățeniei sale germane de către regimul lui Hitler.[8]
- 1933 -1938 - Thomas Mann era într-un turneu în străinătate în 1933 (Universitatea din San Francisco) când Hitler a venit la putere. A decis să nu se mai întoarcă în Germania și s-a stabilit în Elveția, la Zürich. Aici a început o perioadă de exil voluntar și critică discretă a nazismului.[8]
- 1938-1940 - După Anschluss (anexarea Austriei de către Germania Nazistă), situația din Europa devenea tot mai nesigură pentru intelectualii evrei și opozanții regimului. Mann s-a refugiat temporar în Franța și apoi a revenit în Elveția, dar pericolul iminent l-a forțat să caute o soluție mai sigură.[9]
- 1940 -1952 - În 1940, Thomas Mann s-a stabilit în SUA, în California, unde a locuit în Pacific Palisades. A devenit un simbol al luptei împotriva nazismului, participând la emisiuni de radio în limba germană transmise în Europa și scriind numeroase eseuri politice. În timpul războiului, a colaborat cu guvernul SUA pentru a combate propaganda nazistă.
- 1952-1955 - După război, Mann s-a reîntors în Europa, dar nu în Germania, deși a vizitat țara în 1949 și 1954. S-a stabilit definitiv în Küsnacht, lângă Zürich[8], în Elveția, unde a și murit în 1955.

Stefan Zweig
- După venirea la putere a lui Adolf Hitler în Germania, în 1933, regimul nazist a început să impună o politică brutală de epurare rasială și culturală. Orice formă de gândire liberală, cosmopolită sau umanistă devenea indezirabilă. Deși Stefan Zweig nu era un practicant al religiei iudaice, provenind dintr-o familie evreiască prosperă din Viena, regimul îl eticheta automat ca fiind „nearian”. A fost pus pe lista neagră a autorilor evrei sau „degenerați”, iar în același an, 1933, cărțile sale au fost interzise în Germania și arse public, alături de cele ale altor figuri marcante precum Sigmund Freud, Albert Einstein sau Thomas Mann. [10] Zweig nu era un autor politic în sensul clasic dar umanismul profund care străbătea toate lucrările sale îl făcea inacceptabil pentru regimul totalitar, care cerea supunere ideologică totală. În acea perioadă, Zweig încă locuia la Viena, unde avea o poziție de autor consacrat și respectat. Însă chiar dacă Austria nu era încă anexată de Germania, influența nazistă devenea tot mai puternică. Presiunile asupra evreilor și a intelectualilor s-au intensificat.[10] Era limpede că libertatea sa – și chiar viața – erau în pericol. În 1934, în urma unei percheziții politice la domiciliul său, Zweig a părăsit Austria pentru o perioadă, stabilindu-se temporar în Anglia.[11]
- 1934–1939 - După plecarea din Austria, Stefan Zweig s-a stabilit la Londra. A fost primit cu respect în cercurile culturale britanice, dar experiența sa în Anglia a fost una amestecată.Pe de o parte, se bucura de libertate și de posibilitatea de a continua să scrie, dar pe de altă parte, simțea că nu aparține nici culturii britanice, nici limbii engleze. Îi lipseau familiaritatea intelectuală și spirituală a lumii de limbă germană. Deși a obținut cetățenia britanică în 1939, sentimentul de instabilitate politică și culturală îl apăsa tot mai tare. Anglia se afla în prag de război, iar Zweig, sensibil la freamătul epocii, nu mai avea încredere că Europa va supraviețui acestei crize.[12]
- 1940–1941 - În 1940, împreună cu a doua soție, Lotte Altmann[13], Stefan Zweig a emigrat în Statele Unite, stabilindu-se mai întâi la New York, apoi călătorind în mai multe orașe americane. Deși scăpase de amenințarea directă a regimurilor fasciste, nu a găsit în America liniștea pe care o căuta. Se simțea tot mai izolat, iar mediul cultural american i se părea superficial și mercantil, lipsit de profunzimea spirituală a Europei pe care o idealizase. A participat la câteva conferințe și a fost primit cu căldură, dar golul interior lăsat de destrămarea lumii sale natale nu a putut fi umplut. Simțea că nu mai are publicul său, că scrie în gol, pentru o lume care nu-i înțelege limba, stilul sau sensibilitatea.
- 1941–1942 - Stefan Zweig și soția sa s-au mutat în Brazilia, mai exact în orășelul Petrópolis, în apropiere de Rio de Janeiro. Țara l-a fascinat la început prin vitalitate, frumusețe și promisiunea unui viitor mai senin, departe de războiul european. A scris și a publicat volumul "Brazilia – Țară a viitorului" (1941), un eseu plin de admirație față de potențialul acestei națiuni. Însă, în mod paradoxal, deși Brazilia părea o oază de liniște, Zweig se simțea tot mai dezrădăcinat. Nu era doar un exil fizic, ci și unul spiritual și lingvistic. Scria în germană, pentru un public care dispăruse, și nu se mai regăsea în nicio cultură vie. La 22 februarie 1942, Stefan Zweig și soția sa Lotte și-au luat viața, otrăvindu-se cu veronal, într-un mic apartament din Petrópolis.[14]
- În perioada în care a locuit în Brazilia, Stefan Zweig a lucrat la cea mai personală și emoționantă carte a sa: "Lumea de ieri. Amintirile unui european", finalizată chiar înainte de moarte și publicată postum în 1942. Este o cronică a Europei de dinainte de 1914, o lume burgheză, cultivată, tolerantă și rafinată, care a fost distrusă de război, ideologii și ură. Cartea devine un testament literar și moral, o scrisoare de adio adresată civilizației europene.[15]